# 巴基斯坦社会主义
社会主义运动在巴基斯坦的发展形式多样，作为政治保守主义的对立面，其影响体现在多个方面，巴基斯坦存在多个社会主义党派，如“阶级斗争”、“红色敬礼”（革命共产国际巴基斯坦支部）等托洛茨基主义组织，巴基斯坦共产党等马克思列宁主义组织，以及以改良主义为导向、主张通过选举途径实现政治目标的巴基斯坦人民党。
尽管资本主义在巴基斯坦始终占据主导地位，但社会主义思想在该国政治历史中的多个时期和重要人物中依然可见其影响。如今，巴基斯坦保留的社会主义主要体现为“伊斯兰左翼”的理念，即在遵循伊斯兰政治原则的基础上建立社会主义体制；也有部分倡导者主张实行纯粹的社会主义制度。